# Euphorbia burkartii
Euphorbia burkartii là một loài thực vật có hoa trong họ Đại kích. Loài này được Bacigalupo mô tả khoa học đầu tiên năm 2005.